# Rybička

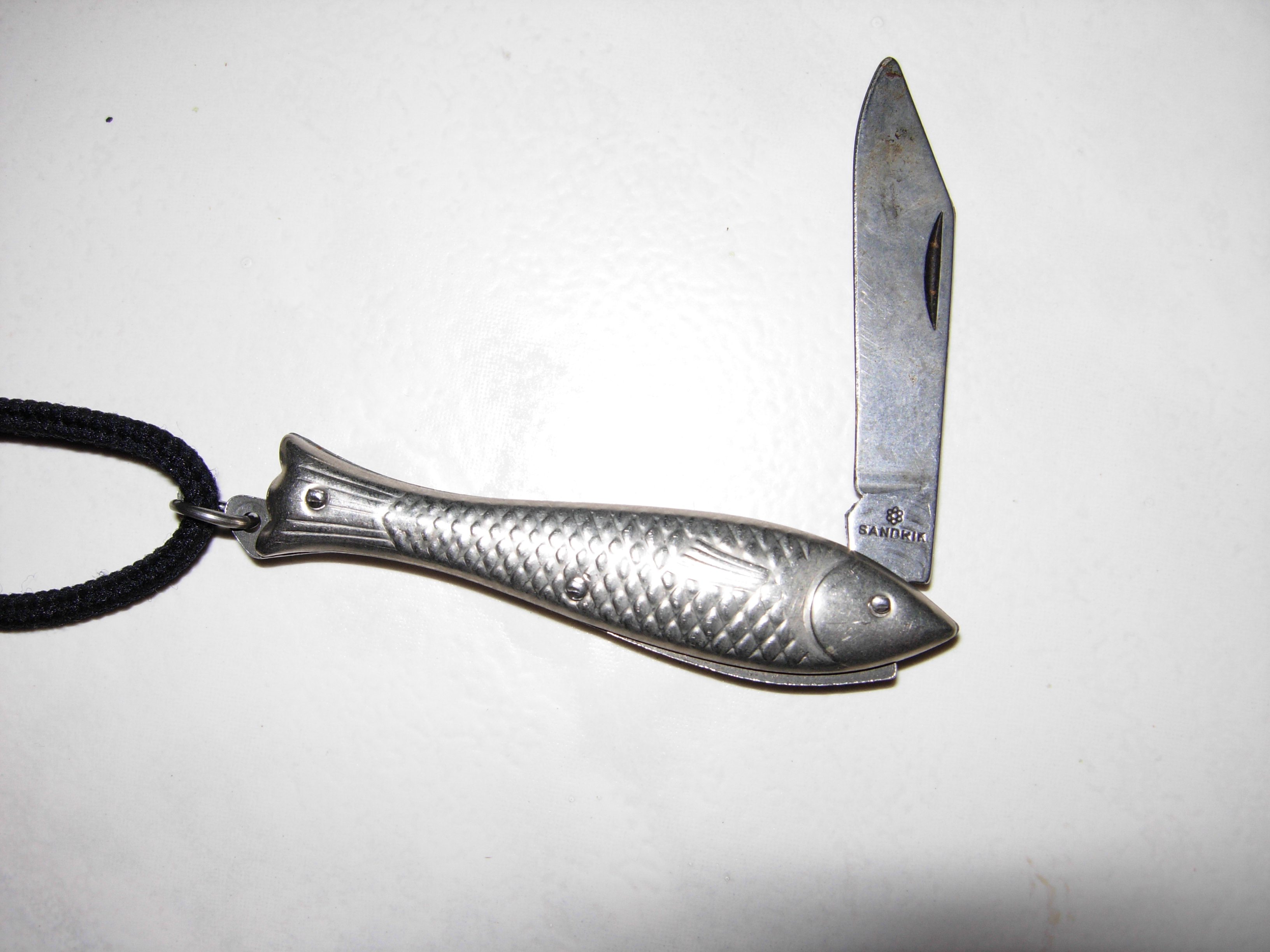
A szlovákiai Sandrik által gyártott változat

A rybička (magyarul: halacska) hal formájú markolattal rendelkező cseh zsebkés, amelyet az 1900-as évek elejétől gyárt a mikulášovicei Mikov cég. Népszerű gyerek zsebkés Csehországban. Különösen a szocialista időszakban volt népszerű és kedvelt kiskés Csehszlovákiában. A gombászathoz is gyakran használják ezt a típust a gombák megtisztítására. Egy ilyen jelenetnél szerepel a kés egy James Bond film Karlovy Varyban felvett filmrészletében.
A forma eredete és tervezője nem ismert. A csehszlovák időszakban a szlovákiai Hondrushámorban működő Sandrik cég is gyártotta. A szlovák változat teljesen megegyezett a csehországi formával, csak a pengén szereplő gyártmányjelzésben különbözött. Napjainkban csak az eredeti gyártó, a Mikov készíti. Ez a késtípus a Mikov késgyártó cég legnagyobb mennyiségben gyártott típusa. Évente 30–50 ezer darabot készítenek ebből a fajtából.
A kés pengéje korábban szénacélból készült. Ez azonban könnyen korrodálódott, ezért napjainkban már cinkötvözetű rozsdamentes acélből készül a pengéje. A késnek különleges változatai is készülnek. 2007-ben ezüst markolattal és damaszt pengével készített változata is megjelent, 2012-ben pedig arany barakásos markolatú változatát is gyártják.
2014-ben egy engedély nélküli másolatot dobott a piacra a háztartási eszközöket gyártó Orion cég. Miután a Mikov cég bírósági eljárást kezdeméányzett, a gyártását abbahagyták és az Orion cégnek 300 ezer korona kártérítést kellett fizetnie.